# Вале Фалза (Ријети)
Вале Фалза је насеље у Италији у округу Ријети, региону Лацио.
Према процени из 2011. у насељу је живело 87 становника. Насеље се налази на надморској висини од 94 м.